# Éclipse solaire du 6 décembre 2067
 (août 2025).
Si vous disposez d'ouvrages ou d'articles de référence ou si vous connaissez des sites web de qualité traitant du thème abordé ici, merci de compléter l'article en donnant les références utiles à sa vérifiabilité et en les liant à la section « Notes et références ».
L'éclipse solaire du 6 décembre 2067 est une éclipse hybride ATA.
C'est la 7e et dernière éclipse hybride du XXIe siècle.